# Gemündener Maar
De Gemündener Maar is een maar in de Eifel, Duitsland, vlak bij Gemünden, ortsteil van het 1,5 kilometer noordelijker gelegen Daun. Het is de noordelijkste van de drie Dauner Maare.
De maar is 325 meter lang, 300 meter breed en 38 meter diep. Hij heeft een oppervlakte van 7,2 ha en is daarmee de kleinste van de drie Dauner Maare. Het is ongeveer 30.000 jaar oud. De waterspiegel ligt op zo'n 406 meter boven NN. In de zomer kan er worden gezwommen.
Bij de freatomagmatische uitbarsting waarmee de maar ontstond is maar een smalle bergrug tussen de maar en het dal van de Lieser blijven staan.